# Sault (Vaucluse)
Sault település Franciaországban, Vaucluse megyében. Lakosainak száma 1348 fő (2022. január 1.). Sault Aurel, Bédoin, Flassan, Lioux, Monieux, Saint-Christol, Saint-Saturnin-lès-Apt, Saint-Trinit, Saint-Jacques-de-Néhou és Villars községekkel határos.

## Népesség
A település népessége az elmúlt években az alábbi módon változott:
| Lakosok száma | 1359 | 1363 | 1394 | 1381 | 1373 | 1361 | 1356 | 1354 | 1348 |
|               | 2013 | 2015 | 2016 | 2017 | 2018 | 2019 | 2020 | 2021 | 2022 |